# Vandelans
Vandelans ist eine Gemeinde im französischen Département Haute-Saône in der Region Bourgogne-Franche-Comté.

## Geographie
Vandelans liegt auf einer Höhe von 235 m über dem Meeresspiegel, acht Kilometer südöstlich von Rioz und etwa 20 Kilometer nordöstlich der Stadt Besançon (Luftlinie). Das Dorf erstreckt sich im Süden des Départements in der breiten Talebene des Ognon zwischen den waldigen Höhen von Bois du Fays im Süden und Bois de Bellevaux im Norden.
Die Fläche des 3,08 km² großen Gemeindegebiets umfasst einen Abschnitt des mittleren Ognon-Tals. Die südliche Grenze verläuft meist entlang dem Ognon. Dieser fließt hier mit großen Mäandern durch eine Alluvialebene, die eine Breite von ein bis zwei Kilometern aufweist und durchschnittlich auf 230 m liegt. Vom Flusslauf erstreckt sich das Gemeindeareal nordwärts über die Talebene bis auf das angrenzende Plateau. Dieses besteht aus Kalkschichten der oberen Jurazeit. Es ist überwiegend von Acker- und Wiesland bestanden. Mit 272 m wird auf einer Anhöhe nördlich des Dorfes die höchste Erhebung von Vandelans erreicht.
Nachbargemeinden von Vandelans sind Beaumotte-Aubertans im Norden, Rigney im Osten und Süden sowie Cirey im Westen.

## Geschichte
Im Mittelalter gehörte Vandelans zur Freigrafschaft Burgund und darin zum Gebiet des Bailliage d’Amont. Eine Adelsfamilie, die den Dorfnamen trug, ist im 13. Jahrhundert erwähnt. Zusammen mit der Franche-Comté gelangte Vandelans mit dem Frieden von Nimwegen 1678 definitiv an Frankreich. Heute ist Vandelans Mitglied des 33 Ortschaften umfassenden Gemeindeverbandes Communauté de communes du Pays Riolais.

## Sehenswürdigkeiten
Der alte Ortskern ist geprägt durch verschiedene Häuser aus dem 16. bis 18. Jahrhundert, die den traditionellen Stil der Haute-Saône zeigen.

## Bevölkerung
| Jahr                       | 1962 | 1968 | 1975 | 1982 | 1990 | 1999 |
| Einwohner                  | 68   | 57   | 52   | 75   | 111  | 107  |
| Quellen: Cassini und INSEE |      |      |      |      |      |      |

Mit 109 Einwohnern (1. Januar 2022) gehört Vandelans zu den kleinsten Gemeinden des Département Haute-Saône. Nachdem die Einwohnerzahl in der ersten Hälfte des 20. Jahrhunderts stets im Bereich zwischen 50 und 80 Personen gelegen hatte, wurde seit Mitte der 1970er Jahre ein kontinuierliches Bevölkerungswachstum verzeichnet.

## Wirtschaft und Infrastruktur
Vandelans war bis weit ins 20. Jahrhundert hinein ein vorwiegend durch die Landwirtschaft (Ackerbau, Obstbau und Viehzucht) geprägtes Dorf. Daneben gibt es heute einige Betriebe des lokalen Kleingewerbes. Viele Erwerbstätige sind auch Wegpendler, die in den größeren Ortschaften der Umgebung ihrer Arbeit nachgehen.
Der Ort liegt abseits der größeren Durchgangsachsen an einer Departementsstraße, die von Cirey nach Rigney führt. Eine weitere Straßenverbindung besteht mit Beaumotte-Aubertans.